# Каменськ (Бурятія)
Каменськ (рос. Каменск) — селище міського типу Кабанського району, Бурятії Росії. Входить до складу Міського поселення Кам'янське.
Населення — 6896 осіб (2015 рік).
Засноване 1949 року.